# Иванцова, Екатерина Вадимовна
Екатерина Вадимовна Иванцова (р. 27 августа 1958 г., Томск) — советский российский филолог, преподаватель высшей школы. Доктор филологических наук (2002). Лауреат Государственной премии РФ в области науки и техники за комплексное исследование русских говоров Среднего Приобья (1964—1995 гг.) (1997). Профессор кафедры русского языка филологического факультета Томского государственного университета (с 2004).
Под руководством Е. В. Иванцовой создан «Полный словарь диалектной языковой личности» (в 4-х тт. Томск, 2006—2012 гг.).